# 南台 (ふじみ野市)
南台（みなみだい）は、埼玉県ふじみ野市の町名。現行行政地名は南台一丁目から南台二丁目。住居表示実施済み区域。郵便番号は356-0036。

## 世帯数と人口
2022年（令和4年）8月1日現在の世帯数と人口は以下の通りである。
| 町丁       | 世帯数    | 人口    |
| ---------- | --------- | ------- |
| 南台一丁目 | 923世帯   | 1,949人 |
| 南台二丁目 | 608世帯   | 1,221人 |
| 計         | 1,531世帯 | 3,170人 |

## 小・中学校の学区
市立小・中学校に通う場合、学区は以下の通りとなる。
| 丁目   | 小学校                   | 中学校                   |
| ------ | ------------------------ | ------------------------ |
| 一丁目 | ふじみ野市立駒西小学校   | ふじみ野市立福岡中学校   |
| 二丁目 | ふじみ野市立亀久保小学校 | ふじみ野市立大井東中学校 |

## 交通

### 鉄道
地区の中央部を東武東上線が通るが、駅は設置されていない。

### 道路
町内を通過する国道、および主要地方道・一般県道はない。

## 施設
- 南台一丁目町内会館
- 南台二丁目集会所
- 南台あすなろ公園
- 南台公園
- 南台一丁目公園